# Marzęcin (województwo świętokrzyskie)
Marzęcin – wieś sołecka w Polsce położona w województwie świętokrzyskim, w powiecie pińczowskim, w gminie Pińczów.
| SIMC    | Nazwa     | Rodzaj             |
| ------- | --------- | ------------------ |
| 0263136 | Gościniec | część miejscowości |

W latach 1975–1998 miejscowość administracyjnie należała do województwa kieleckiego.

## Historia
Wiek XIX - Marzęcin wieś w ówczesnym powiecie stopnickim, gminie Busko, parafii Bogucice. 

W 1827 r. 24 domów, 142 mieszkańców.

W XV w. własność rodziny herbu Jelita, był tu folwark i łany kmiece (Długosz L.B. t.II s. 415). W roku 1883 rozległość gruntów wynosiła  460 mórg. W okolicy są pokłady gipsu. We wsi  osad było  34 z gruntem mórg 107.

## Ludzie związani z Marzęcinem
- Sabina Grzegorzewska